# Risholmen (Vaxholm)
Risholmen ist eine zu Schweden gehörende Insel im Stockholmer Schärengarten.
Die Insel gehört zur Gemeinde Vaxholm und liegt südlich von Tynningö. Östlich liegt die Insel Bergholmen, südlich Norra Idskär, und Kungarna, nordwestlich die Inselgruppe Gröna Jägarna. Nördlich und südlich Risholmens führt die Schiffsroute von der Ostsee nach Stockholm entlang.

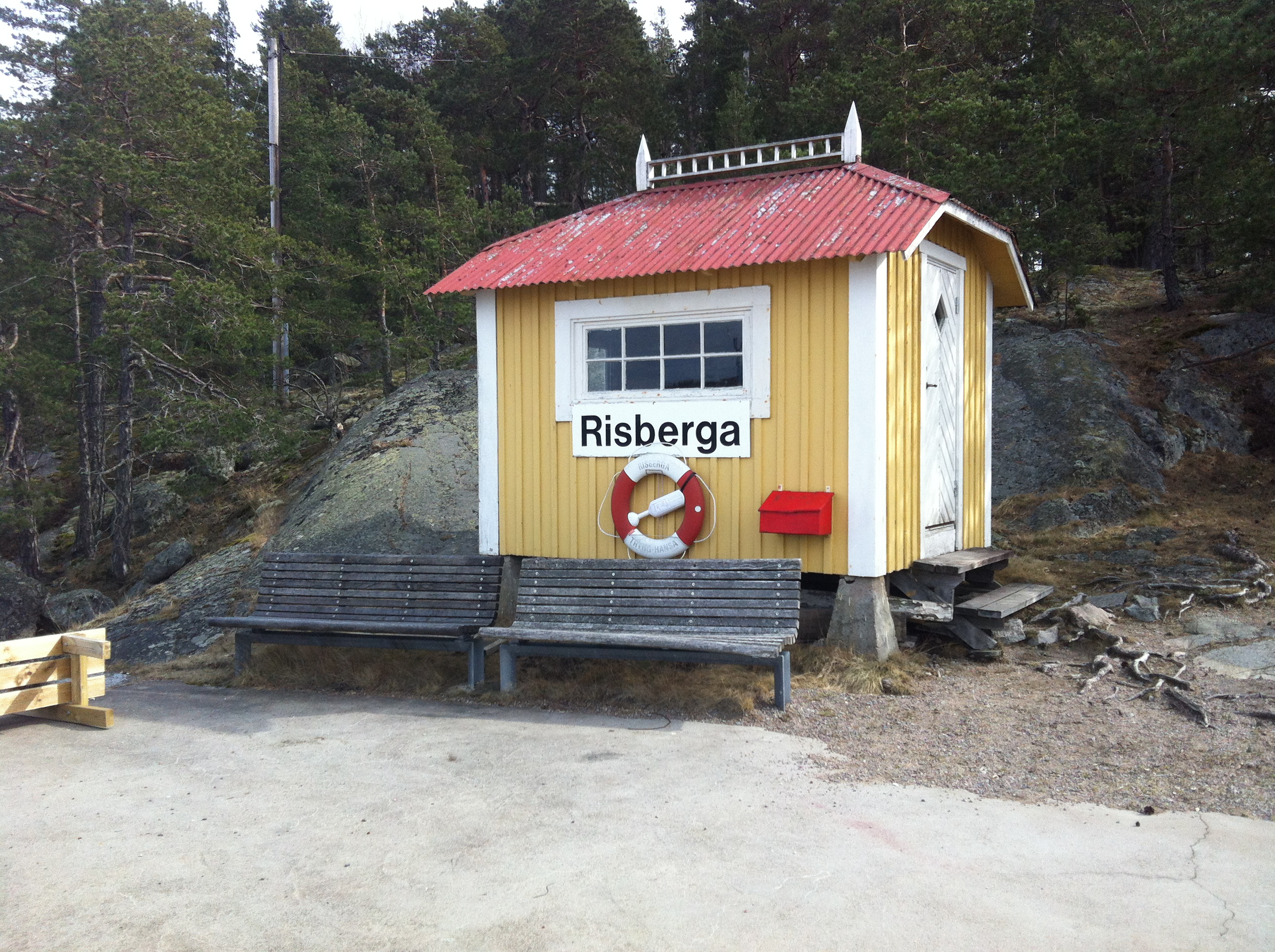
Risberga brygga

Risholmen ist mit vor allem mit Sommerhäusern bebaut und zum Teil bewaldet. Die Insel erstreckt sich von Westen nach Osten über etwa 750 Meter, bei einer Breite von bis zu 160 Metern. Der Schiffsanleger Risberga brygga befindet sich an der Nordseite der Insel.